# Sangatsu no Lion
Sangatsu no Lion (3月のライオン, Sangatsu no Raion) é uma série de mangá japonesa escrita e ilustrada por Chica Umino. Ele foi serializado na revista de mangá seinen Young Animal da Hakusensha desde julho de 2007, com seus capítulos coletados em dezassete volumes tankōbon, até agosto de 2023. A trama apresenta a vida de Rei Kiriyama, um jogador profissional de shogi introvertido e solitário que, por conta de sua personalidade, acaba sendo alvo de brincadeiras e bullying.
Uma série de anime adaptada pelo estúdio Shaft foi ao ar na NHK de outubro de 2016 a março de 2017 e uma segunda temporada foi ao ar de outubro de 2017 a março de 2018, com 22 episódios cada. A versão dublada em inglês foi lançada em quatro partes pela Aniplex entre dezembro de 2017 e abril de 2019. 
Desde o lançamento, em 2007, Sangatsu no Lion recebeu diversas premiações. Em 2011, venceu o Grande Prémio de Manga e o Prêmio de Mangá Kodansha na categoria geral. Em 2014, o mangá foi o grande vencedor do Prémio Cultural Osamu Tezuka e, em 2021, a história foi a vencedora na categoria mangá do grande prêmio do Japan Media Arts Festival. A história foi elogiada pela representação psicológica de seus personagens. A adaptação do anime foi bem recebida em geral, mas seu estilo de arte recebeu críticas polarizadas.
Em 2015, a revista Young Animal anunciou um spin-off do mangá. A história, intitulada  Sangatsu no Lion Showa Ibun: Sakunetsu no Toki (A História Não Contada da era Showa: Tempos Ardentes e Paixão), terá como protagonista Takanori Jinguji, de 27 anos, que se tornará o líder da Associação Japonesa de Shogi. A obra mostrará em sua história como ele superou um rival.
Uma adaptação para filme live-action em duas partes foi anunciada em 2017. A primeira parte estreou no dia 18 de março e a segunda no dia 22 de abril do mesmo ano.
Em 2021, a editora americana Denpa anunciou, pelo Twitter, que adquiriu os direitos de distribuição do mangá e iniciará o lançamento da versão em inglês no verão de 2022.
A publicação do mangá foi anunciada pela Editora JBC durante o evento online JBC Festa, em 19 de junho de 2022, mas ainda sem data definida de lançamento. 
Foi informado no 17º volume do mangá de Sangatsu no Lion (March Comes in Like a Lion) está próximo de ser finalizado.

## Enredo
A cidade onde vive o personagem principal, Rei Kiriyama, está situada em Shinkawa, situada ao longo do rio Sumida, em Tóquio. A casa da família Kawamoto está situada em Tsukuda, que está conectada à cidade em que Rei vive através da ponte Chuo. O salão shogi do mangá está situado na área de Sendagaya e se assemelha à sede da Associação Shogi Japonesa que está situada lá. 
Os pais e a irmã mais nova de Rei Kiriyama morreram em um acidente em sua infância. Ele então começou a viver com a família de Masachika Kōda, que era amigo de seu pai. Chegando à idade adulta, Rei deixou sua família adotiva pensando que só estava causando problemas. Ele agora mora sozinho e tem poucos amigos. Entre seus conhecidos estão três irmãs da família Kawamoto - Akari, Hinata e Momo. À medida que a história avança, Rei lida com seu amadurecimento tanto como jogador profissional de shogi quanto como pessoa, ao mesmo tempo em que fortalece seus relacionamentos com os outros, particularmente as irmãs Kawamoto.

## Personagens

### Personagens principais
- Rei Kiriyama (桐山零, Kiriyama Rei)

Rei tornou-se um jogador profissional de shogi enquanto estava no ensino médio e suas conquistas logo o tornaram um dos jogadores mais promissores de sua geração. Depois que seus pais e irmã morreram em um acidente de trânsito, ele foi levado pelo amigo de seu pai, Koda, e se tornou seu aprendiz de shogi. Depois de se tornar um jogador profissional de shogi e concluir o ensino médio, ele decidiu se tornar independente e não frequentar mais a escola. No entanto, depois de sentir uma "necessidade" de frequentar a escola, Rei ingressa em uma escola secundária após um atraso de um ano. Ele mora na cidade de Rokugatsu-chō (cidade de junho).
- Akari Kawamoto (川本あかり, Kawamoto Akari)

Uma residente de Sangatsu-chō (cidade de março), ela é a mais velha de três irmãs. Após a morte de sua mãe e avó, ela passa a cuidar de suas duas irmãs mais novas. De manhã, ela ajuda seu avô idoso a administrar uma loja tradicional de wagashi (confeitaria japonesa), Mikazuki-dō, enquanto à noite ela trabalha como recepcionista em um bar em Ginza, Misaki, que sua tia administra. Akari conhece Rei quando ela o encontra na rua quando seus rivais shogi mais velhos o embebedaram e o abandonaram; ela o leva para sua casa e cuida dele a noite toda, o que inicia o relacionamento próximo de Rei com a família. Ela muitas vezes chama Rei de "Rei-kun".
- Hinata Kawamoto (川本ひなた, Kawamoto Hinata)

A segunda das três irmãs. Ela dorme até tarde da manhã até o último minuto e muitas vezes faz bentos sozinha. Ela chama Rei de "Rei-chan". Como sua irmã mais velha Akari, ela gosta de cuidar de Rei, que desenvolve sentimentos românticos por ela à medida que a série avança. Ela tem uma forte lealdade para com seus amigos e familiares. Ela aspira a ser tão madura quanto sua irmã quando ficar mais velha. Mais tarde, ela se forma no ensino médio, se matricula na mesma escola onde Rei estuda e começa a namorar com ele.
- Momo Kawamoto (川本モモ, Kawamoto Momo)

A mais nova das três irmãs. Aluna da pré-escola, ela frequenta uma creche. Pura e inocente, ela tem um pouco de egoísmo às vezes. Seu personagem de anime favorito é Bodoro (baseado em Totoro de Meu amigo Totoro). Ela chama Rei de "Rei-chan".

### Família Koda
- Masachika Koda (幸田柾近, Koda Masachika)

O professor de shogi de Rei. Ele era amigo e rival em shogi do pai biológico de Rei. Depois que os pais e a irmã de Rei morreram, ele adota Rei e o guia no shogi. Ele é sério sobre shogi e é muito rigoroso com seus filhos biológicos quando eles estudavam. Por causa da atenção que seu pai mostrou a Rei, ambos os filhos de Koda ficaram ressentidos com Rei e o trataram mal enquanto ele crescia em sua casa.
- Kyōko Kōda (幸田 香子, Kōda Kyōko)

Filha de Koda e irmã mais velha de Ayumu. Ela é quatro anos mais velha que Rei. Linda e temperamental, Kyōko parece guardar rancor de Rei, pois ela tem o hábito de exercer uma influência negativa sobre ele, desencorajando-o propositalmente antes de suas lutas. Ela parece estar apaixonada por Masamune Gotō, um homem casado. Quando ela era mais jovem, ela era abertamente hostil a Rei quando ele se junta à família porque ela tem ciúmes da atenção que seu pai dá a Rei. Ela aspirava se tornar uma jogadora profissional de shogi, mas foi desencorajada por seu pai, pois o campo era dominado por homens e ela não era talentosa o suficiente para fazer parte disso. Ela costuma ir ao apartamento de Rei sempre que se sente sozinha. Mais tarde, ela admite para si mesma que foi injusta com Rei porque percebe que ele não estava tentando roubar sua família.
- Ayumu Koda (幸田歩, Koda Ayumu)

Filho de Koda e irmão mais novo de Kyōko. Ele tem a mesma idade que Rei. Depois de perder para Rei no shogi, ele parou de jogar e depois começou a se confinar em seu quarto e apenas jogar videogame.

## Produção
O título em inglês March Comes In Like a Lion está escrito na capa do mangá. Embora Umino não tivesse visto o filme de 1992, March Comes In like a Lion, o pôster do filme e o título do filme deixaram uma impressão nela: "Uma garota com um corte de cabelo preto está segurando um sorvete meio comido na boca." Esta frase é do provérbio britânico do tempo "Março entra como um leão e sai como um cordeiro". Além disso, o supervisor, Manabu Senzaki, comentou que os rankings de shogi começam em junho, e o jogo final para promoção e rebaixamento é realizado em março, então os profissionais se tornam leões em março. Umino afirmou que o mangá é "uma história baseada em pesquisar e ouvir várias histórias sobre mundos [que ela] não conhecia", enquanto seu trabalho anterior, Honey and Clover é "uma história sobre um mundo [que ela] já conhecia sem ter que estender [ela própria]." Ela escolheu escrever algo diferente de seu trabalho anterior, pois se fosse um fracasso, as pessoas pensariam que ela se mudou para outro campo muito apressadamente, em vez de chamá-la de "one-hit wonder".
Umino disse que queria que o mangá fosse adaptado por Shaft sob a direção de Akiyuki Shinbo e, se não fosse possível, o mangá "não precisava ser adaptado". Ela duvidava que eles aceitassem adaptar o mangá ao contrário de adaptar uma light novel (como Monogatari) ou fazer um anime original (como Madoka Magica), eles não teriam muita liberdade. Ela acha que Shinbo geralmente mostra uma visão de perto dos personagens ao invés de mostrá-los à distância, o que é uma razão que ela declarou por que ela o queria como diretor. Shinbo disse que queria fazer com que cada um dos três cenários – o quarto de Rei, a casa Kawamoto e o salão de shogi – fosse distinto para fazer do mundo uma espécie de triângulo. Ele também visitou Tsukishima para ver a área da casa Kawamoto e uma ponte usada no mangá.

## Recepção
Em 2009, Sangatsu no Lion foi indicada para o 2º Grande Prémio de Manga e ganhou este prêmio em 2011. Também em 2011, a série venceu o 35º Prêmio de Mangá Kodansha na categoria geral (junto com Uchū Kyōdai de Chūya Koyama). Em 2014, ganhou o Grande Prêmio do 18º Prêmio Cultural Osamu Tezuka. Em 2021, o mangá ganhou o Grande Prêmio da divisão de mangá do 24º Japan Media Arts Festival. Na lista "Livro do Ano", da revista Da Vinci, publicada pela editora Media Factory, Sangatsu no Lion liderou a lista de mais vendidos por três anos consecutivos de 2015 a 2017, ficando em 4º em 2019 e 8º em 2020. Na categoria de mangá para leitores masculinos, do guia de mangá Kono Manga ga Sugoi!, a obra ficou em 5º e empatou em 7º (com Drifters) em 2012 e 2017, respectivamente. O anime foi listado como um dos 25 melhores animes de 2010 pela Anime Feminist. A segunda temporada da série foi a "vice-campeã" na lista de "melhores séries de anime de 2018" da IGN.

Marion Bea, do Anime Feminist, elogiou a exploração das vidas e lutas dos personagens. Ela também elogiou o retrato da psicologia dos personagens e a representação do apoio dos outros na resolução de seus problemas. Ambas as temporadas da adaptação do anime receberam 4 estrelas de 5 por Allen Moody de THEM Anime Reviews. Ele gostou de como Kyoko mostra ter um lado vulnerável sob sua crueldade externa e como as irmãs Kawamoto são retratadas quando Hinata está sendo intimidada, embora ele não tenha achado as irmãs muito interessantes antes. Ele não gostou da apresentação cômica fora do personagem de Kyoko no apartamento de Gotou e sua ausência da história que ocorre durante a segunda temporada. Ele achou a história relacionável com sua vida. Chris Beveridge do The Fandom Post também elogiou a interpretação dos personagens e suas vidas. Ele gostou da história de fundo de Nikkaido e sua conexão com Shimada. Mas ele achou uma parte da história um pouco longa demais que lida com shogi e os outros jogadores. Para André Betioli, do site Meta Galaxia,
| “ | A abordagem sobre a vida de Kiriyama Rei é algo realmente único. A maneira como os dramas do protagonista são postos, ou melhor, expostos, são altamente críveis e palpáveis. No começo do anime somos apresentados ao nosso protagonista que é um cara tímido, e isolado na dele. Externamente tudo aparenta que ele é um jovem tranquilo e apenas quieto. Apesar de mal falar ou interagir, por dentro Kiriyama é um verdadeiro caos de sentimentos. E esse é um dos pontos interessantes de Sangatsu no Lion, como ele aborda os sentimentos do protagonista. | ” |

Bea elogiou o uso do ambiente ao redor para retratar o estado emocional dos personagens, por exemplo, mostrando-os lutando para continuar nadando ou cercando-os de neve. Moody criticou o uso do humor especialmente onde, segundo ele, os personagens "se lançam em um discurso descontrolado". Ele achou a arte pretensiosa e não gostou de como as irmãs Kawamoto recebem uma aparência "desenhada" em contraste com outros personagens da adaptação do anime. Ele também criticou o uso repetido de água para descrever o estado emocional do personagem e as viradas de cabeça em câmera lenta. Depois de assistir ao primeiro episódio, Amelia Cook, do Anime Feminist, achou a direção de arte pouco convencional. Mas, ao contrário de Moody, ela gostou do estilo de arte e elogiou a transição da expressão da depressão de Rei para a apresentação do humor dizendo que foi feito com maestria. Beveridge deu ao anime uma nota de áudio "B+", dizendo que não atrairia muita atenção. Ele deu ao vídeo um "A" elogiando como Shaft apresentou os detalhes, a qualidade da animação e o design de cores da série.